# 3690 Larson
3690 Larson è un asteroide della fascia principale. Scoperto nel 1981, presenta un'orbita caratterizzata da un semiasse maggiore pari a 2,2447772 UA e da un'eccentricità di 0,1653511, inclinata di 5,03400° rispetto all'eclittica.
L'asteroide è dedicato all'astronomo statunitense Stephen M. Larson.